# Famille Barozzi
Pour les articles homonymes, voir Barozzi.
La famille Barozzi est une  famille patricienne de Venise.
La famille, même si elle n'a jamais fourni de doge à la Sérénissime, participa activement à la vie administrative et politique de Venise à partir du Xe siècle. Ses représentants ont souvent fait partie du Conseil des Dix, très important organe législatif, des procurateurs de Saint-Marc et ont été sollicités dans le cadre de négociations diplomatico-administratives en Grèce et en Asie mineure, comptoirs vitaux de l'économie vénitienne.

## Généralités
Le nom de Barozzi n'apparait pas dans les documents les plus anciens concernant Venise et n'est rencontré qu'à partir du Xe siècle. À partir du XIIe siècle elle appartient aux principales familles de la ville. Une branche de la famille, apparentée mais distincte de la famille principale basée à Venise, s'installe en Crète après son acquisition par Venise en 1204.
La famille Barozzi appartient à la noblesse de Venise dite Case Vecchie (« maisons anciennes »), attestée noble depuis 1297 et son nom est inscrit dans le « Livre d'or » (Libro d'Oro) de la noblesse vénitienne.

## Étymologie
Le nom italien Barozzi provient du mot Barròccio (fr. charrette).

## Historique
Selon une tradition tardive, un certain Jacopo Barozzi aurait reçu en fief d'un empereur de Constantinople les îles de Santorin et de Thirassia, en mer Égée, vers le Xe siècle. Cette information a souvent été interprétée à la suite de Karl Hopf comme indiquant que Jacopo avait fait partie des compagnons de Marco Sanudo qui avait conquis les Cyclades après la chute de l’empire byzantin en 1204, et dont il aurait reçu l'île en fief. On considère cependant actuellement que la domination des Barozzi sur Santorin ne date que du début du XIVe siècle, l'île ayant été conquise au cours d'une guerre vénéto-byzantine par Jacopo II Barozzi, membre d'une branche installée en Crète.
Andrea Barozzi, consul de Venise à Négrepont en 1258, infligea une défaite à l'armée de Guillaume II d'Achaie au cours de la guerre de succession d'Eubée. Jacopo, son fils, fut recteur de la Canée, de Négrepont et duc de Candie vers 1301. Sa conquête de Santorin l'entraîna dans un conflit avec les ducs de Naxos qui dura plusieurs dizaines d'années et se solda par la perte définitive de l'île en 1335, le procès entre les deux familles se poursuivant cependant pendant une vingtaine d'années. Certains membres de la famille actuelle font toujours usage de titres plus ou moins fantaisistes rappelant cette période.
En 1463, Giacomo fut duc de Candie.
Nombreuses furent ensuite les tâches confiées aux membres de la famille Barozzi par la Sérénissime.

## Armes

Armoiries de la famille Barozzi

## Personnalités

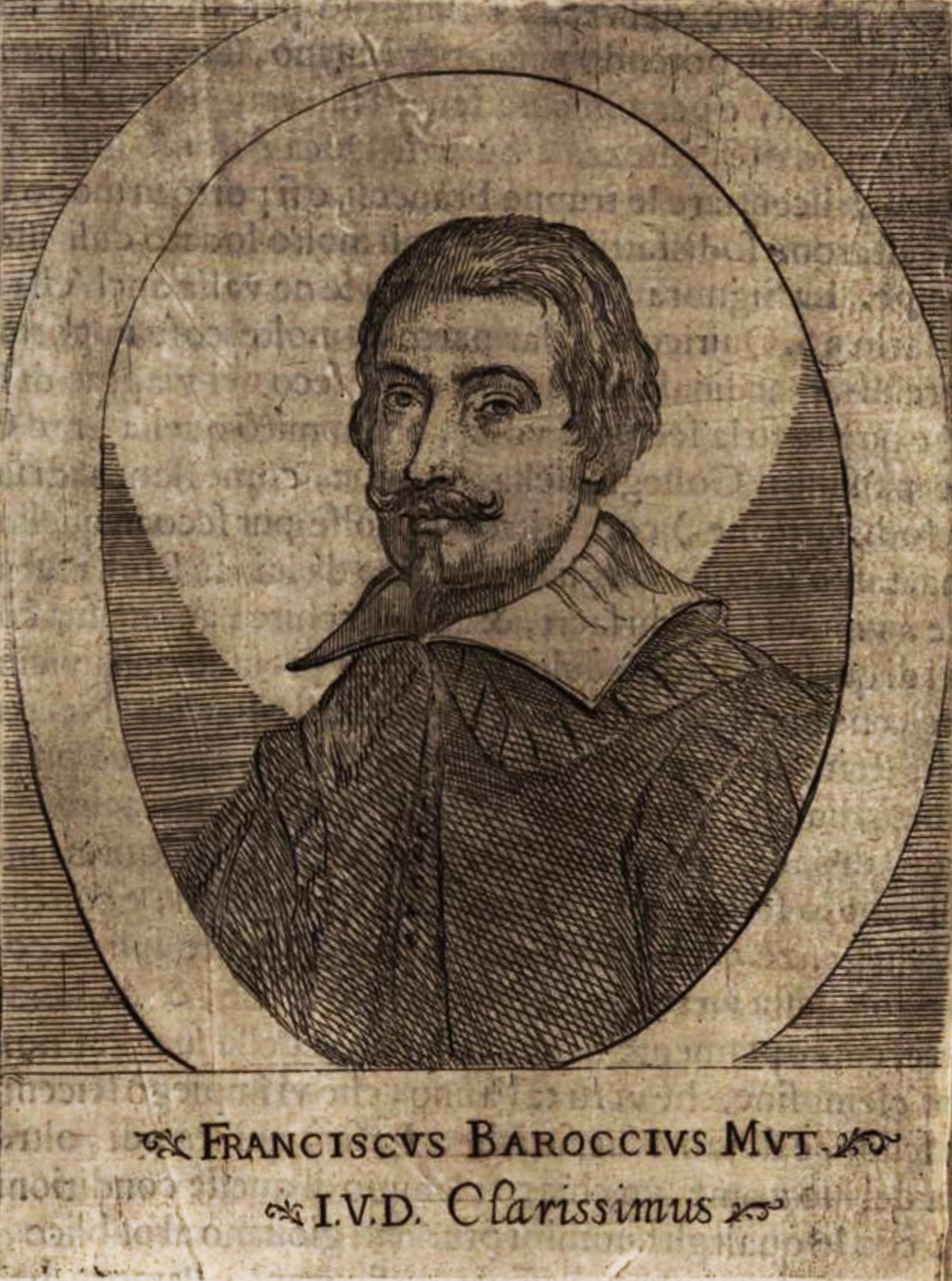
Francesco Barozzi

- Francesco Barozzi (1537-1604), mathématicien réputé.

### Militaires
La famille Barozzi a compté plusieurs généraux sur mer. 
- Andrea Barozzi s’est distingué à Acre contre les Génois.
- Sorzi Barozzi s’est illustré durant la bataille de Lépante.
- Lucas Barozzi défendit avec vaillance la Canée, en juin 1645 lorsque les Turcs débarquèrent en Crète.

### Ecclésiastiques
Parmi les nombreux ecclésiastiques de cette lignée, on peut citer :
- Angelo Barozzi, patriarche de Grado en 1207 ;
- Giovanni Barozzi, évêque de Bergamo 1449, patriarche de Venise en 1464.
- Luigi Barozzi, archevêque de Zadar au XVIe siècle ;
- Francesco Barozzi, mort en 1471, chanoine de Bergame puis évêque de Trévise, fut un grand jurisconsulte, bon orateur, et savant dans les lettres grecques et latines.
- Pietro Barozzi (1441-1507) fut un humaniste réputé, évêque de Padoue.

### Personnages peut-être apparentés

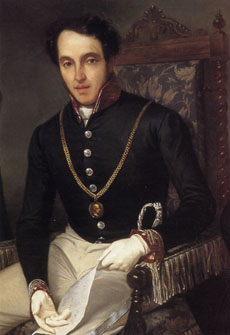
Michele Barozzi

- Jacopo Barozzi dit le Vignole (1507-1573) a été un grand architecte de la Renaissance. Il est le fils de Clemente Barozzi, noble milanais[8].
- Michele Barozzi (1795-1867) créa le premier institut pour aveugles au XIXe siècle.

## Palais

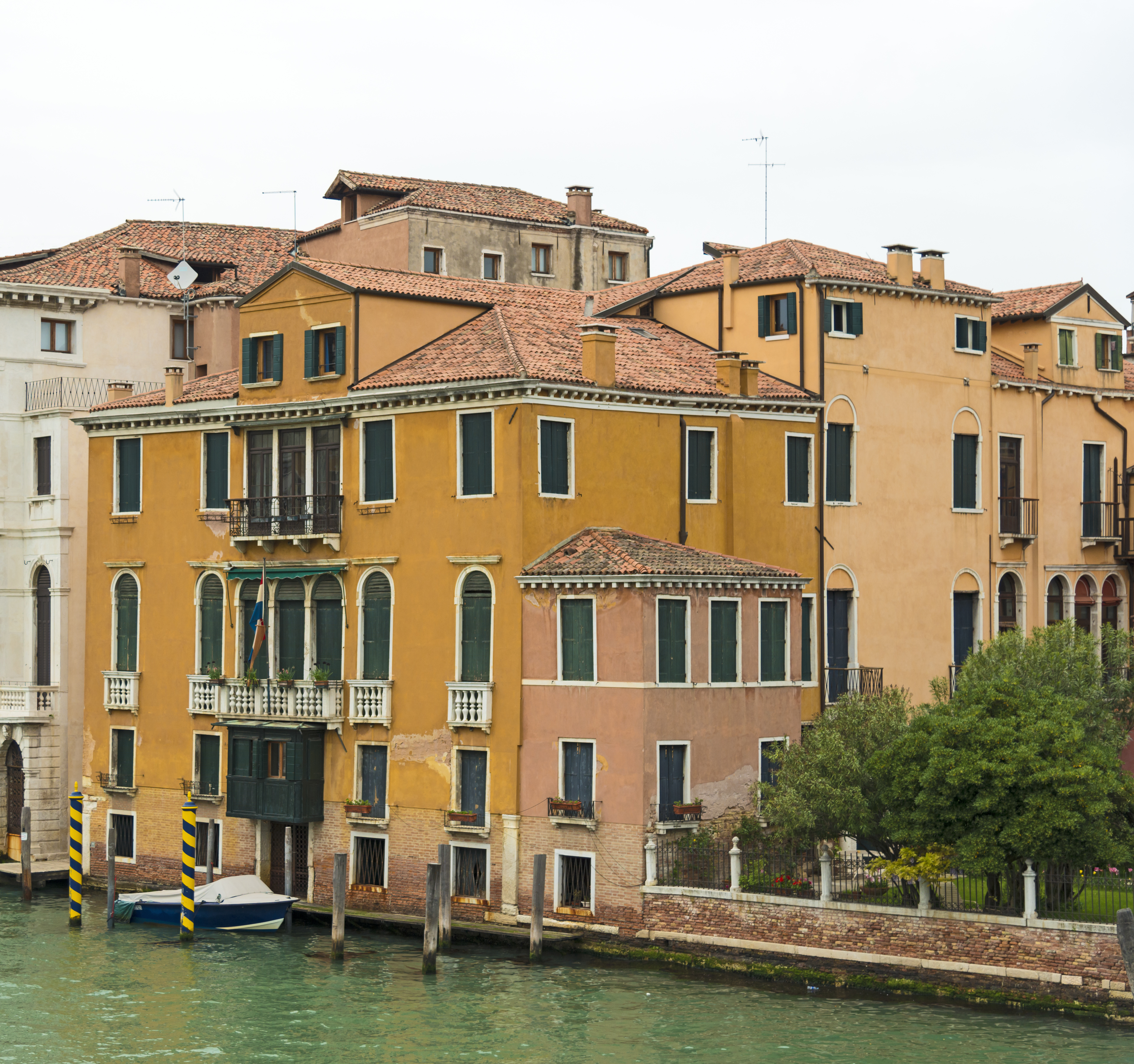
Le palais Civran Badoer Barozzi sur le Grand Canal

- Palais Barozzi
- Hôtel Bauer Grünwald
- Palais Civran Badoer Barozzi
- Tour Barozzi à Naxos (Χαλκείο)
- Panagia de Barozzi (Réthymnon)

## Divers
L’histoire a retenu également Elena Barozzi (1514-1580) surnommée la Barozza par sa beauté célèbre, et qui fut la maîtresse de Lorenzino de Medicis.
Les papes Eugène IV et Paul II étaient apparentés à la famille Barozzi.
À la fin du XIXe siècle, le titre de premier surintendant des beaux-arts et des biens culturels du royaume d'Italie fut donné à Dino Barozzi.
La précieuse Biblioteca Barozziana, aujourd’hui conservée à Oxford, fut constitué par le mathématicien Francesco Barozzi, puis complétée par son neveu Lorenzo. Jacopo Barozzi (1561-1615) qui en hérita de son père, la vendit au comte de Pembrock, qui la légua en 1629 à la célèbre université dont il était chancelier.
Il existe à Argyropoulou, près de Réthymnon, une église byzantine appelée de la Panagia de Barozzi, témoignage des 200 ans d'influence de la famille sur l'île de Crète.

## Pour approfondir